# 北部上北広域事務組合
北部上北広域事務組合（ほくぶかみきたこういきじむくみあい）は、青森県野辺地町、横浜町、六ヶ所村の3町村（2町1村）で構成する一部事務組合。

## 共同事務
1. 消防に関する事務（消防団に関する事務を除く）
2. 液化石油ガス設備工事の届出の受理に関する事務
3. 病院の設置及び管理運営に関する事務
4. 福祉施設の設置及び管理運営に関する事務
5. 一般廃棄物処理施設の設置及び管理運営に関する事務
6. 火葬場の設置及び管理運営に関する事務

## 沿革
- 1973年（昭和48年）5月1日 - 野辺地地区環境整備事務組合が発足する。
- 1976年（昭和51年）10月30日 - 野辺地地区環境整備事務組合を野辺地地区環境整備・福祉事務組合に改称する。
- 1996年（平成8年）
  - 3月31日 - 野辺地地区環境整備・福祉事務組合が解散する。
  - 4月1日 - 北部上北広域事務組合が発足する。野辺地地区環境整備・福祉事務組合、野辺地・平内地区消防事務組合、野辺地町外一町一ヶ村病院事務組合の事務を継承する。

## 管内の現況
管内の人口 - 27,222人
- 野辺地町 - 12,708人
- 横浜町 - 4,237人
- 六ヶ所村 - 10,277人

2019年（令和元年）7月1日現在
管内の世帯数 - 12,164世帯
- 野辺地町 - 5,511世帯
- 横浜町 - 1,760世帯
- 六ヶ所村 - 4,893世帯

2019年（令和元年）7月1日現在
管内の面積 - 460.74 km2
- 野辺地町 - 81.68 km2
- 横浜町 - 126.38 km2
- 六ヶ所村 - 252.68 km2

2018年（平成30年）10月1日現在

## 施設
- 事務局・消防本部 - 〒039-3113 青森県上北郡野辺地町字田狭沢40-9
- 特別養護老人ホーム野辺地ホーム - 〒039-3124 青森県上北郡野辺地町字白岩40-1
- 公立野辺地病院 - 〒039-3141 青森県上北郡野辺地町字鳴沢9-12
- クリーン・ペア・はまなす - 〒039-3212 青森県上北郡六ヶ所村大字尾駮字家ノ後12-159
- 野辺地地区斎場 - 〒039-3105 青森県上北郡野辺地町字有戸鳥井平174-2

## 常備消防
北部上北広域事務組合消防本部（ほくぶかみきたこういきじむくみあいしょうぼうほんぶ）は、野辺地町、横浜町、六ヶ所村の3町村（2町1村）を管轄する消防部局（消防本部）。

### 組織
- 消防長（消防監）
  - 消防次長（消防司令長）
    - 庶務課
    - 予防課
    - 警防課
    - 野辺地消防署
    - 横浜消防署
    - 六ヶ所消防署
      - 北分署
      - 南分署

### 所在地
- 消防本部・野辺地消防署 - 〒039-3113 青森県上北郡野辺地町字田狭沢40-9
- 横浜消防署 - 〒039-4141 青森県上北郡横浜町字美保野127番地1
- 六ヶ所消防署 - 〒039-3212 青森県上北郡六ヶ所村大字尾駮字野附536番地1
- 六ヶ所消防署北分署 - 〒039-4301 青森県上北郡六ヶ所村大字泊字川原75番地101
- 六ヶ所消防署南分署 - 〒039-3214 青森県上北郡六ヶ所村大字平沼字二階坂94番地1

## 公立野辺地病院
公立野辺地病院（こうりつのへじびょういん）は、青森県上北郡野辺地町に所在する公立病院。